# Ducks & Friends

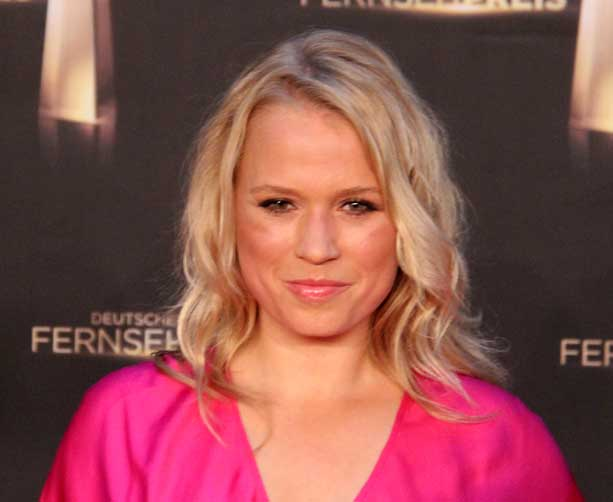
Die Moderatorin der Sendung, Nova Meierhenrich

Ducks & Friends ist eine Talkshow des Disney Channel, die von Nova Meierhenrich moderiert wird. In ihr dreht sich alles um die Welt von Entenhausen.
Im Jahr 2013 wurden 13 Episoden produziert, die ab dem 18. Januar 2014 im neuen, frei-empfangbaren Disney Channel gezeigt wurden.

## Inhalt
Mit prominenten Gästen spricht Meierhenrich über ihre erste Begegnung mit Disney. Der Zeichner Ulrich Schröder fertigt während der Sendung ein Porträt vom Gast, was am Ende der Sendung präsentiert wird. Zuvor darf der Gast sein Porträt nicht gezeigt bekommen.
Im Disney-Almanach schauen Meierhenrich und der Gast nach, wenn Passanten Fragen stellen. Außerdem wurde häufig ein Spiel gespielt, bei dem es um das Erraten eines Gegenstandes oder Charakters aus Entenhausen geht, der von Passanten
beschrieben wird.
Fester Bestandteil der Sendung sind Videoclips von Disney-Sendungen wie DuckTales – Neues aus Entenhausen oder Quack Pack – Onkel D. und die Boys. Dabei wurden die Folgen in mehrere Teile geteilt und als Geschichte während der Sendung gezeigt. Weiterhin gibt es einen Steckbrief, der den in der Sendung thematisierten Charakter vorstellt. Diese Clips werden von Roman Wolko gesprochen.
Am Ende jeder Folge folgt ein Zeichenkurs, bei dem Schröder mit dem Gast eine bekannte Figur innerhalb einer Minute und 30 Sekunden zeichnet. Die Werke der Gäste werden mit denen von Schröder verglichen und dann im Studio aufbewahrt.

## Studioausstattung
Das Studio stellt ein Loft dar, bei dem das Sofa eine zentrale Rolle spielt. Hier finden die Gespräche mit den Gästen statt. Hinter dem Sofa befindet sich eine „Luftaufnahme“ von Entenhausen, die hinter einer Glaswand einen Ausblick aus dem Fenster simulieren soll.
Schröder sitzt an seinem Zeichentisch abseits vom Sofa, an der, vom Zuschauer aus gesehen, vorderen rechten Ecke des Studios. Neben ihm an der rechten Wand steht ein Fernseher, welcher oft dazu dient, die Überleitung zwischen Clip und Studio zu schaffen. Außerdem hängen einzelne Porträts, wie z. B. von Dagobert Duck oder Donald Duck im Studio an den Wänden.
Gedreht wird in den Studios von Bavaria Studios & Production Services GmbH, in der Nähe von München, in Geiselgasteig, einem Ortsteil von Grünwald.

## Ausstrahlung
Ab dem 18. Januar 2014 zeigte man alle 13 produzierten Folgen jeden Samstag nach dem gezeigten Spielfilm und vor der Muppet Show. Die Wiederholung, die immer im Anschluss an Die Muppet Show am Sonntag um 0:00 Uhr zu sehen war, wurde nach 7 Folgen aufgegeben.
Nach dem Ende der Erstausstrahlung wiederholte man an den Samstagen nach dem 12. April 2014 die Folgen 1, 4, 5, 2 und 6, ohne eine Wiederholung zu zeigen. Die Ausstrahlung endete am 24. Mai 2014.

### Übersicht
| Staffel | Folgen | Erstausstrahlung (Disney Channel Deutschland) | Erstausstrahlung (Disney Channel Deutschland) |
| Staffel | Folgen | von                                           | bis                                           |
| ------- | ------ | --------------------------------------------- | --------------------------------------------- |
| 1       | 13     | 18. Januar 2014                               | 12. April 2014                                |

### Episoden
| Nr.                                                    | Originaltitel | Erstausstrahlung Deutschland           |
| ------------------------------------------------------ | ------------- | -------------------------------------- |
| 1                                                      |               | Samstag, 18. Januar 2014 um 22:00 Uhr  |
| Gast: Jörn Schlönvoigt Zeichnung: Quack der Bruchpilot |               |                                        |
| 2                                                      |               | Samstag, 25. Januar 2014 um 21:35 Uhr  |
| Gast: Johanna Klum Zeichnung: Daisy Duck               |               |                                        |
| 3                                                      |               | Samstag, 1. Februar 2014 um 21:40 Uhr  |
| Gast: Mirja Boes Zeichnung: Donald Duck                |               |                                        |
| 4                                                      |               | Samstag, 8. Februar 2014 um 21:40 Uhr  |
| Gast: Roman Lob Zeichnung: Phantomias                  |               |                                        |
| 5                                                      |               | Samstag, 15. Februar 2014 um 21:50 Uhr |
| Gast: Barbara Meier Zeichnung: Daniel Düsentrieb       |               |                                        |
| 6                                                      |               | Samstag, 22. Februar 2014 um 21:30 Uhr |
| Gast: Alexander Mazza Zeichnung: Goofy                 |               |                                        |
| 7                                                      |               | Samstag, 1. März 2014 um 21:45 Uhr     |
| Gast: Lucy Diakovska Zeichnung: Gundel Gaukeley        |               |                                        |
| 8                                                      |               | Samstag, 8. März 2014 um 21:25 Uhr     |
| Gast: Raúl Richter Zeichnung: Dagobert Duck            |               |                                        |
| 9                                                      |               | Samstag, 15. März 2014 um 21:25 Uhr    |
| Gast: Tetje Mierendorf Zeichnung: Pluto                |               |                                        |
| 10                                                     |               | Samstag, 22. März 2014 um 21:35 Uhr    |
| Gast: Minh-Khai Phan-Thi Zeichnung: Die Panzerknacker  |               |                                        |
| 11                                                     |               | Samstag, 29. März 2014 um 21:40 Uhr    |
| Gast: Axel Stein Zeichnung: Micky Maus                 |               |                                        |
| 12                                                     |               | Samstag, 5. April 2014 um 21:55 Uhr    |
| Gast: Patrick Bach Zeichnung: Tick, Trick, Track       |               |                                        |
| 13                                                     |               | Samstag, 12. März 2014 um 21:30 Uhr    |
| Gast: Anna Fischer Zeichnung: Gustav Gans              |               |                                        |

## Einschaltquoten
Ducks & Friends erreichte im Durchschnitt rund 0,7 Prozent in der werberelevanten Zielgruppe der 14–49-Jährigen. Bei den 3- bis 13-Jährigen wurde darüber hinaus im Durchschnitt 2,5 Prozent der Zuschauer erreicht.
So erreichte die erste Folge 0,19 Millionen Zuschauer und schaffte es auf einen Marktanteil von 0,6 Prozent beim Gesamtpublikum sowie 1,1 Prozent bei der Zielgruppe.

## Auszeichnungen
| Jahr | Auszeichnung                 | Kategorie                                              | Für                                                    | Resultat  |
| ---- | ---------------------------- | ------------------------------------------------------ | ------------------------------------------------------ | --------- |
| 2014 | 11. Quotenmeter Fernsehpreis | Beste Moderation                                       | Nova Meierhenrich                                      | Nominiert |
| 2014 | 11. Quotenmeter Fernsehpreis | Beste Show mit einer Laufzeit von maximal einer Stunde | Beste Show mit einer Laufzeit von maximal einer Stunde | Nominiert |
| 2014 | 11. Quotenmeter Fernsehpreis | Beste Titelmusik                                       | Beste Titelmusik                                       | Nominiert |
| 2014 | 11. Quotenmeter Fernsehpreis | Bestes Main-Title/On-Air-Design                        | Bestes Main-Title/On-Air-Design                        | Nominiert |